# Traumfänger Verlag
Der TraumFänger Verlag ist ein deutscher Verlag aus dem oberbayerischen Schönau. Der Verlag publiziert Bücher mit dem Thema Indigene Völker Nord- und Südamerikas. Es werden historische Romane indigener Autorinnen und Autoren und themenspezifische Sachliteratur, Biografien, zeitgenössische Krimis und Thriller veröffentlicht. Zum Programm gehören auch Kinder- und Jugendbücher.

## Autoren
Zu den Autoren zählen: Ernie LaPointe, Dallas Chief Eagle, Mitch Walking Elk, Mary Caesar, Beverly Pinheiro, Bill Matson und die Crazy Horse Familie, Michael Koch, Michael Schiffmann, Kerstin Groeper, Ronda Baker-Summer, Brita Rose-Billert, Ulrich Wißmann, Alexandra Walzcyk, Tanja Mikschi, Rebecca Netzel und Katja Etzkorn sowie Ida Spix.

## Verlagsgeschichte
Der Verlag wurde im Jahr 2008 als TraumFänger Verlag GmbH & Co. Buchhandels KG gegründet. Im Jahr 2009 war der Verlag auf der Leipziger Buchmesse vertreten und präsentierte dort „Kranichfrau“ von Kerstin Groeper und „Wintercount – Dämmerung über dem Land der Sioux“ von dem indianischen Autor Dallas Chief Eagle. Es folgten weitere Veröffentlichungen. Ein Jahr später war der TraumFänger Verlag auch auf der Frankfurter Buchmesse vertreten. Im Jahr 2011 folgte die Übersetzung der Biografie von „Sitting Bull“, geschrieben von Ernie LaPointe, dem Urenkel von Sitting Bull. Eine Lesetour verlief mit zum Teil 300 Lesern pro Abend.
Im Jahr 2012 wurde die Biografie von „Wild Willy Westbahn“ bei dem Münchner Event „Book meets film“ vorgestellt.
Der Verlag hat viele seiner Titel inzwischen als Taschenbuch nachgedruckt. Ebenfalls im Jahr 2012 wurde die Biografie „There will be no surrender“ von dem AIM-Aktivisten Mitch Walking Elk im Rahmen der Münchner Bücherschau vorgestellt. 2015 gelang es dem Verlag erneut, den Roman „Indianisch für Anfänger“ beim Münchner Filmfest „Book meets film“ vorzustellen. 2016 erfolgte in Zusammenarbeit mit Tokata-LPSG RheinMain e.V/Germany die Herausgabe des Sachbuches „Ein Leben für die Freiheit – Leonard Peltier und der indianische Widerstand“. 2017 erschien erstmals die Biografie „Crazy Horse – Leben und Vermächtnis eines Lakota-Kriegers“, geschrieben aus den Überlieferungen der Familie.
Die eingetragene Geschäftsführerin ist Kerstin Schmäling.

## Verlagskonzept
Die veröffentlichte belletristische und Sachliteratur behandelt Geschichte und Kultur   indigener Völker / Indianer sowohl Nord- als auch Südamerikas. Autoren dieser Völker werden verlegt. Indigene Musiker und Künstler werden bei der Durchführung von Tourneen durch Europa unterstützt und begleitet. Der Verlag unterstützt mehrere indigene Projekte, vorrangig die Lakota-Horsemenship und das Winterprojekt über den Förderverein für bedrohte Völker.
Der Verlag verlangt von den Autoren keine Zuschüsse und zahlt vertragsgemäß ein Honorar von 8 %. Die Bücher sind bei den Grossisten gelistet. Die Auslieferung erfolgt über Herold, Oberhaching.